# Courbe de réponse électroacoustique
Les courbes de réponse de toute la chaîne de reproduction électroacoustique des salles de projection et des auditoriums sont définies par la norme ISO 2969. La chaîne de reproduction électroacoustique comprend les égalisateurs, les amplificateurs, les haut-parleurs, tout en tenant compte de l'écran perforé et de l'acoustique de la salle.

## Courbe Academy

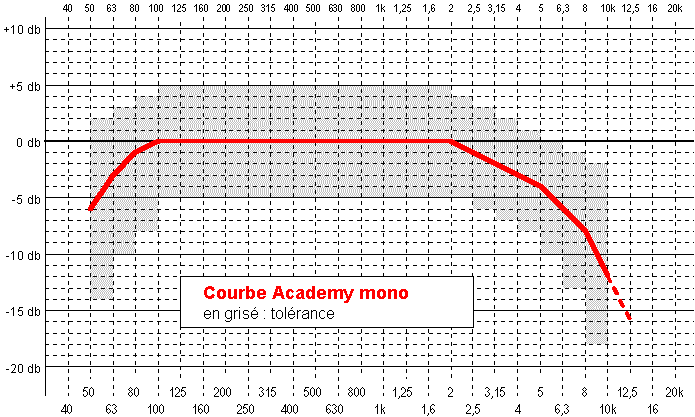
Courbe Academy

La courbe Academy était utilisée pour les films avec une piste sonore optique mono. C'est le résultat d'un consensus entre divers travaux européens et américains. La première tentative de codifier le système a été faite par la “Research Council of the Academy of Motion Picture Arts and Sciences” elle est publiée en 1937. En fait, il existe plusieurs courbes qui tiennent compte de différents haut-parleurs utilisés.
La particularité de cette courbe est qu'elle mesure globalement (empiriquement) le parcours du signal, à la fois dans toute la chaîne électrique (production et reproduction - chaîne A) et son résultat acoustique à la diffusion dans la salle de cinéma (ce qu'entend le spectateur - chaîne B).
Constatant une grande déperdition des fréquences aiguës (les Haut-parleurs sont derrière l'écran perforé de tout petits trous)

## Courbe ISO X

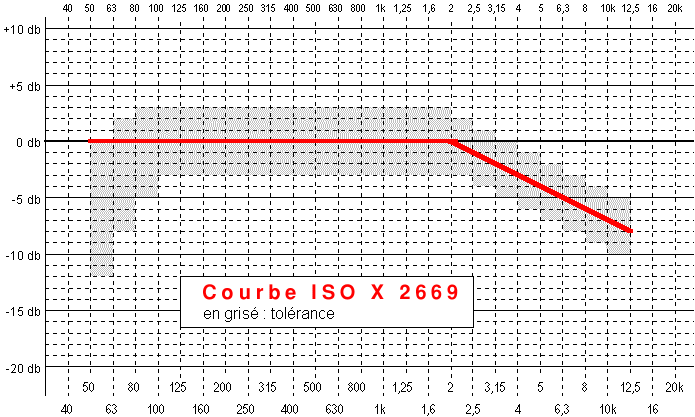

La courbe ISO X est utilisée autant dans les auditoriums de mixage que dans les salles de cinéma. Jusqu’en 1999, les méthodes de mesure s’affinent, faisant une différenciation entre les petites et les grandes salles.
Le début des années 1970 a vu l'introduction des analyseurs tiers d'octave en temps réel. Cela a rendu la mesure de la chaîne B beaucoup plus facile, à la fois en termes de temps et de finesse des analyses. Dolby effectue des mesures étendues de réponses électro-acoustiques dans les salles,à la fois dans l’U.K. et aux États-Unis et publie en 1972 sa première courbe ISO X. L’échelle de la courbe donne alors des indications, non plus jusqu’à 8 kHz puis jusqu’à 16 kHz.